# Giorgio Bocchino
Giorgio Bocchino (* 14. Juli 1913 in Florenz; † 4. Dezember 1995 ebenda) war ein italienischer Florettfechter. Er wurde Olympiasieger und Weltmeister.

## Erfolge
Giorgio Bocchino wurde von 1933 bis 1938 fünfmal in Folge mit der Mannschaft Weltmeister. Im Einzel waren ein dritter Platz 1934 und ein zweiter Platz 1938 seine besten Resultate. Bei den Olympischen Spielen 1936 in Berlin erreichte er im Einzel die Finalrunde, die er mit 4:3-Siegen auf dem Bronzerang abschloss. Auch mit der Mannschaft zog er in die Finalrunde ein, in der die italienische Equipe ungeschlagen blieb und vor Frankreich Olympiasieger wurde.